# XXVIII Premis Goya
La XXVIII edició dels Premis Goya (oficialment en castellà: Premios Anuales de la Academia "Goya") va tenir lloc al Palau de Congressos de la ciutat de Madrid (Espanya) el 9 de febrer de 2014. La cerimònia va ser presentada pel periodista Manel Fuentes.
La pel·lícula triomfadora de la nit fou Vivir es fácil con los ojos cerrados de David Trueba, que aconseguí guanyar 6 premis de les 7 nominacions que tingué, entre elles millor pel·lícula, director, actor i guió original. La pel·lícula amb més nominacions de la nit fou La gran familia española de Daniel Sánchez Arévalo amb 11, si bé únicament en guanyà 2, millor actor de repartiment i millor cançó. Per la seva banda Las brujas de Zugarramurdi d'Alex de la Iglesia aconseguí 10 nominacions, si bé no fou nominada en les categories de millor pel·lícula o director, i fou la més guardonada de la nit amb 8 premis, la majoria d'ells tècnics però on destacà la d'actriu de repartiment. La perdedora de la nit fou 15 años y un día de Gracia Querejeta, que amb 7 nominacions no aconseguí cap premi.

## Nominats i guanyadors
| Millor pel·lícula | Millor director |
| --- | --- |
| - Vivir es fácil con los ojos cerrados - 15 años y un día - Caníbal - La gran familia española - La herida | - David Trueba per Vivir es fácil con los ojos cerrados - Gracia Querejeta per 15 años y un día - Manuel Martín Cuenca per Caníbal - Daniel Sánchez Arévalo per La gran familia española                                                                                                |
| Millor actor | Millor actriu |
| - Javier Cámara per Vivir es fácil con los ojos cerrados - Antonio de la Torre per Caníbal - Eduard Fernández per Todas las mujeres - Tito Valverde per 15 años y un día | - Marian Álvarez per La herida - Inma Cuesta per 3 bodas de más - Aura Garrido per Stockholm - Nora Navas per Tots volem el millor per a ella |
| Millor actor secundari | Millor actriu secundària |
| - Roberto Álamo per La gran familia española - Carlos Bardem per Alacrán enamorado - Juan Diego Botto per Ismael - Antonio de la Torre per La gran familia española | - Terele Pávez per Las brujas de Zugarramurdi - Nathalie Poza per Todas las mujeres - Susi Sánchez per 10.000 noches en ninguna parte - Maribel Verdú per 15 años y un día |
| Millor guió original | Millor guió adaptat |
| - David Trueba per Vivir es fácil con los ojos cerrados - Pablo Alén i Breixo Corral per 3 bodas de más - Daniel Sánchez Arévalo per La gran familia española - Fernando Franco i Enric Rufas per La herida | - Alejandro Hernández i Mariano Barroso per Todas las mujeres - Santiago Zannou i Carlos Bardem per Alacrán enamorado - Manuel Martín Cuenca i Alejandro Hernández per Caníbal - Jorge Lara i Francisco Roncal per Zipi y Zape y el club de la canica                                   |
| Millor director novell | Millor direcció de producció |
| - Fernando Franco per La herida - Neus Ballús per La plaga - Jorge Dorado per Mindscape - Rodrigo Sorogoyen per Stockholm | - Carlos Bernases per Las brujas de Zugarramurdi - Marta Sánchez de Miguel per 3 bodas de más - Josep Amorós per Los últimos días - Koldo Zuazua per Zipi y Zape y el club de la canica                                                                                                 |
| Millor actor revelació | Millor actriu revelació |
| - Javier Pereira per Stockholm - Berto Romero per 3 bodas de más - Hovik Keuchkerian per Alacrán enamorado - Patrick Criado per La gran familia española | - Natalia de Molina per Vivir es fácil con los ojos cerrados - Belén López per 15 años y un día - Olimpia Melinte per Caníbal - María Morales per Todas las mujeres |
| Millor pel·lícula estrangera de parla hispana | Millor pel·lícula europea |
| - Azul y no tan rosa de Miguel Ferrari ( Veneçuela) - El médico alemán de Lucía Puenzo ( Argentina) - Gloria de Sebastián Lelio ( Xile) - La jaula de orode Diego Quemada-Díez ( Mèxic) | - Amour de Michael Haneke ( Àustria) - Jagten de Thomas Vinterberg ( Dinamarca) - La grande bellezza de Paolo Sorrentino ( Itàlia) - La vie d'Adèle d'Abdellatif Kechiche ( França) |
| Millor fotografia | Millor muntatge |
| - Pau Esteve per Caníbal - Juan Carlos Gómez per 15 años y un día - Kiko de la Rica per Las brujas de Zugarramurdi - Cristina Trenas per New York Shadows | - Pablo Blanco Somoza per Las brujas de Zugarramurdi - Alberto de Toro per 3 bodas de más - Nacho Ruiz Capillas per La gran familia española - David Pinillos per La herida |
| Millor direcció artística | Millor vestuari |
| - José Luis Arrizabalaga i Biaffra per Las brujas de Zugarramurdi - Llorenç Miquel per Alacrán enamorado - Isabel Viñuales per Caníbal - Juan Pedro de Gaspar per Zipi y Zape y el club de la canica | - Paco Delgado per Las brujas de Zugarramurdi - Cristina Rodríguez per 3 bodas de más - Tatiana Hernández per Los amantes pasajeros - Lala Huete per Vivir es fácil con los ojos cerrados                                                                                               |
| Millor so | Millor música original |
| - Charly Schmukler i Nicolas de Poulpiquet per Las brujas de Zugarramurdi - Eva Valiño, Nacho Royo-Villanova i Pelayo Gutiérrez per Caníbal - Carlos Faruolo i Jaime Fernándezo per La gran familia española - Aitor Berenguer Abasolo, Jaime Fernández i Nacho Arenas per La herida                             | - Pat Metheny per Vivir es fácil con los ojos cerrados - Emilio Aragón Álvarez per A Night in Old Mexico - Óscar Navarro González per La mula - Joan Valent per Las brujas de Zugarramurdi                                                                                              |
| Millor maquillatge i perruqueria | Millors efectes especials |
| - María Dolores Gómez, Javier Hernández, Pedro Rodríguez i Francisco Rodríguez per Las brujas de Zugarramurdi - Eli Adánez i Sergio Pérez per 3 bodas de más - Ana López-Puigcerver i Belén López-Puigcerver per Grand Piano - Lola López i Itziar Arrieta per La gran familia española                          | - Juan Ramón Molina García i Ferran Piquer per Las brujas de Zugarramurdi - Juan Ramón Molina García i Juan Ventura Pecellín per La gran familia española - Lluís Rivera Jove i Juanma Nogales per Los últimos días - Endre Korda i Félix Bergés per Zipi y Zape y el club de la canica |
| Millor cançó original | Millor curt de ficció |
| - Josh Rouse per La gran familia española (Do You Really Want To Be In Love?) - Arón Piper, Pablo Salinas i Cecilia Blanc per 15 años y un día (Rap 15 años y un día) - Fernando Arduán per Alegrías de Cádiz (De cerca del mar) - Emilio Aragón Álvarez i Julieta Venegas per A Night in Old Mexico (Aquí sigo) | - Abstenerse agencias de Gaizka Urresti - De noche y de pronto d'Arantxa Echevarría - El paraguas de colores d'Eduardo Cardoso - Lucas d'Álex Montoya - Pipas de Manuela Moreno |
| Millor pel·lícula d'animació | Millor curt d'animació |
| - Futbolín de Juan José Campanella - El extraordinario viaje de Lucius Dumb de Maite Ruiz de Austri - Hiroku. Defensores de Gaia de Saúl Barreto Ramos i Manuel González Mauricio - Justin y la espada del valor de Manuel Sicilia                                                                               | - Cuerdas de Pedro Solís García - Blue & Malone, detectives imaginarios d'Abraham López Guerreros - O xigante de Julio Vanzeler i Luis da Matta - Vía Tango d'Adriana Navarro Álvarez                                                                                                   |
| Millor documental | Millor curt documental |
| - Las Maestras de la República de Pilar Pérez Solano - Con la pata quebrada de Diego Galán - Guadalquivir de Joaquín Gutiérrez Acha - Món petit de Marcel Barrena | - Minerita de Raúl de la Fuente - El hombre que estaba allí de Daniel Suberviola i Luis Felipe Torrente - La alfombra roja de Iosu López i Manuel Fernández Rodríguez - La gran desilusión de Pedro González Kuhn                                                                       |
| Goya d'Honor | |
| Jaime de Armiñán (director i guionista) | |